# Okkupert
Okkupert (Occupied) is een Noorse politieke thrillerreeks bedacht door Jo Nesbø en geregisseerd door Erik Skjoldbjærg. De reeks ging op 5 oktober 2015 in première op de Noorse televisiezender TV 2. Met een budget van 90 miljoen Noorse kroon was het anno 2015 de duurste Noorse productie tot dan toe. Het eerste seizoen werd vanaf januari 2016 uitgezonden op de Belgische televisiezender Canvas.
De reeks gaat over een fictief scenario waarin Noorwegen zijn olie- en gasproductie heeft stopgezet en Rusland dit heeft overgenomen. Het leven lijkt gewoon door te gaan, maar dat is maar schijn. Geleidelijk wordt Noorwegen een bezet land.

## Rolverdeling
| Personage              | Acteur               | Noot  |
| ---------------------- | -------------------- | ----- |
| Ingrid Bø              | Veslemøy Mørkrid     |       |
| Irina Sidorova         | Ingeborga Dapkūnaitė |       |
| Wenche Arnesen         | Ragnhild Gudbrandsen | [ 2 ] |
| Anita Rygg             | Janne Heltberg       |       |
| Jesper Berg            | Henrik Mestad        |       |
| Hans Martin Djupvik    | Eldar Skar           | [ 3 ] |
| Bente Norum            | Ane Dahl Torp        |       |
| Hilde                  | Selome Emnetu        |       |
| Astrid Berg            | Lisa Loven Kongsli   |       |
| Ottesen                | Øystein Røger        |       |
| Franse eurocommissaris | Hippolyte Girardot   |       |
| Petter Eriksen         | Daniel Rusten Larsen |       |
| Finn                   | Tor Sigbjørnsen      |       |
| Thomas Eriksen         | Vegar Hoel           |       |
| Rudolf Teichmann       | Filip Peeters        |       |
| Nikolaj                | Alexej Manvelov      |       |

## Afleveringen

### Seizoen 1 (2015)
| Nr. | #  | Titel           | Regisseur             | Schrijver(s)               | Datum NO         | Datum BE        |
| --- | -- | --------------- | --------------------- | -------------------------- | ---------------- | --------------- |
| 1 | 1  | April           | Erik Skjoldbjærg      | Jo Nesbø, Erik Skjoldbjærg | 4 oktober 2015   | 2 januari 2016  |
| De belangrijkste politieke belofte van eerste minister Jesper Berg was de productie van olie en gas stilleggen en overschakelen op thoriumenergie. De Europese Unie protesteert, maar Berg houdt vast aan zijn belofte en houdt vol dat thorium olie zal vervangen. Na een persconferentie wordt hij gekidnapt door de Russen, die op verzoek van de EU de olieproductie in Noorwegen moeten overnemen. Ondertussen moet Bente Norum haar personeel op de hoogte brengen van het feit dat haar restaurant op de rand van het bankroet staat en dat ze hen niet meer kan uitbetalen.                                                          |    |                 |                       |                            |                  |                 |
| 2 | 2  | Mei             | Erik Skjoldbjærg      | Jo Nesbø, Erik Skjoldbjærg | 4 oktober 2015   | 2 januari 2016  |
| Tijdens een ceremonie probeert een soldaat de Russische ambassadeur neer te schieten. De Russen zien dit als een oorlogsverklaring en de situatie escaleert. Djupvik, Bergs lijfwacht die de moordpoging heeft kunnen verhinderen, ondervraagt de soldaat en probeert de Russen ervan te overtuigen dat dit een geïsoleerd incident was. Bente krijgt goed nieuws: een Russisch bedrijf wil haar restaurant huren. Ze krijgt hoop voor de toekomst, maar dan wordt een van de Russische gasten aangereden door een auto. |    |                 |                       |                            |                  |                 |
| 3 | 3  | Juni            | Erik Richter Strand   | Jo Nesbø, Erik Skjoldbjærg | 11 oktober 2015  | 9 januari 2016  |
| Jesper Berg wordt onder druk gezet om aan te kondigen wanneer de Russen zullen vertrekken, maar zij willen niet onderhandelen zonder de uitlevering van Elbek, de Tsjetsjeense man die hun landgenoot heeft aangereden. Djupvik wordt aangesteld om de zaak te onderzoeken. Iljas, de zoon van Elbek, bekent de moord, maar Djupvik gelooft hem niet. Even later wordt Elbek dood aangetroffen in zijn cel. Djupvik roept de hulp in van zijn vrouw Hilde, een rechter, om uit te zoeken wat er gebeurd is. Jesper kondigt op televisie aan wanneer de Russen zullen vertrekken.                                                             |    |                 |                       |                            |                  |                 |
| 4 | 4  | Juli            | Erik Richter Strand   | Jo Nesbø, Erik Skjoldbjærg | 18 oktober 2015  | 9 januari 2016  |
| Djupvik wordt voltijds ingezet om de veiligheid van Russen in Noorwegen te verzekeren. Een jonge blogger raakt ernstig gewond bij een explosie in een parkeergarage van PST. De aanslag wordt opgeëist door Free Norway, een anti-Russische organisatie, die het restaurant van Bente als volgende doelwit heeft. Ze bedreigen haar echtgenoot, maar hij neemt hen niet serieus en besluit zijn vrouw niet op de hoogte te brengen. Djupvik komt via de Russische inlichtingendiensten te weten wie achter de aanslag bij PST zit: dezelfde soldaat die de Russische ambassadeur heeft proberen neer te schieten.                            |    |                 |                       |                            |                  |                 |
| 5 | 5  | Augustus        | Pål Sletaune          | Jo Nesbø, Erik Skjoldbjærg | 25 oktober 2015  | 16 januari 2016 |
| Jesper Berg komt te weten dat zijn partijleden hem willen afzetten als eerste minister, in een poging zich te distantiëren van de recente gebeurtenissen. Djupvik zet zijn strijd tegen Free Norway voort. Hij komt te weten waar Iljas en Stefan zich bevinden en brengt PST-hoofd Wenche Birkeland op de hoogte. Slaagt hij erin hen te arresteren? Net wanneer Jesper Berg zijn ontslag wil aankondigen, komen er 18 Russen om bij een aanslag op een gascentrale. Bovendien is de belangrijkste gaspijplijn naar Europa beschadigd. Er komt dus nog geen einde aan de Russische aanwezigheid en Jesper blijft voorlopig aan als premier. |    |                 |                       |                            |                  |                 |
| 6 | 6  | September       | Pål Sletaune          | Jo Nesbø, Erik Skjoldbjærg | 1 november 2015  | 16 januari 2016 |
| De Noren zijn erin geslaagd de schade aan de pijpleiding te herstellen, maar de Russische bezetting is nog niet voorbij: ze hebben immers geen garantie dat Noorwegen de olieproductie zal hervatten na hun vertrek. Jesper stelt de EU een referendum voor: Europa garandeert de gaslevering, maar dan moet Rusland verplicht worden zich terug te trekken. Zijn vrouw en de partij hebben hun twijfels, maar ze blijven achter Jesper staan. Djupvik doet er alles aan om de dader van de aanslag in Viksund te vinden, maar de inmenging van Wenche bemoeilijkt het onderzoek.                                                            |    |                 |                       |                            |                  |                 |
| 7 | 7  | Oktober         | Eva Sørhaug           | Jo Nesbø, Erik Skjoldbjærg | 8 november 2015  | 23 januari 2016 |
| De Russen zijn niet van plan Noorwegen te verlaten. Ze versterken zelfs hun militaire aanwezigheid. Steun van de EU voor Noorwegen komt er ook niet. Na een conflict met Wenche wordt Djupvik ontslagen bij PST. Jesper overtuigt hem voor de Russen te werken, zodat hij hen in de gaten kan houden. Thomas vermoedt dat Bente hem bedriegt met Nikolaj en vertrekt met slaande deuren naar zijn werk... |    |                 |                       |                            |                  |                 |
| 8 | 8  | November        | Eva Sørhaug           | Jo Nesbø, Erik Skjoldbjærg | 15 november 2015 | 23 januari 2016 |
| Jesper roept de hulp in van de politie om de Russen uit het land te zetten. Djupvik hoopt de eerste minister vrij te krijgen door met de Russen te onderhandelen, maar PST beslist daar anders over. Bente probeert de draad weer op te pikken na de dood van Thomas... |    |                 |                       |                            |                  |                 |
| 9 | 9  | December        | John Andreas Andersen | Jo Nesbø, Erik Skjoldbjærg | 22 november 2015 | 30 januari 2016 |
| De aanwezigheid van Jesper op hun ambassade zint de Amerikanen niet. Ze zijn bang dat zijn manier van werken de Russen nog meer zal provoceren, maar Jesper kan hen toch overhalen om Sidorova uit te nodigen op de ambassade. Wenche is niet tevreden met de diplomatieke onderhandelingen van Jesper en zet een militaire verzetsactie op poten. Bente heeft het moeilijk om voor de Russen te werken, nu ze weet dat ze haar echtgenoot hebben vermoord. Ze benadert Free Norway en bezorgt hen cruciale informatie over de Russen die leidt tot de ontvoering van Sidorova.                                                              |    |                 |                       |                            |                  |                 |
| 10 | 10 | December deel 2 | John Andreas Andersen | Jo Nesbø, Erik Skjoldbjærg | 29 november 2015 | 30 januari 2016 |
| De Amerikanen willen niet dat Jesper Berg nog langer in hun ambassade verblijft. Jesper probeert hen alsnog aan zijn kant te krijgen tijdens een tv-interview, maar dat heeft niet het gewenste resultaat. Wenche doet er alles aan om de zoektocht naar Sidorova op een verkeerd spoor te zetten, maar dat is buiten Djupvik gerekend. Ondertussen is het conflict geëscaleerd en Sidorova roept de hulp van Djupvik in om de situatie onder controle te krijgen. Free Norway helpt Jesper Berg uit het land, maar ze stellen hem voor een ultimatum: is hij bereid te vechten voor zijn land?                                              |    |                 |                       |                            |                  |                 |

## Distributie

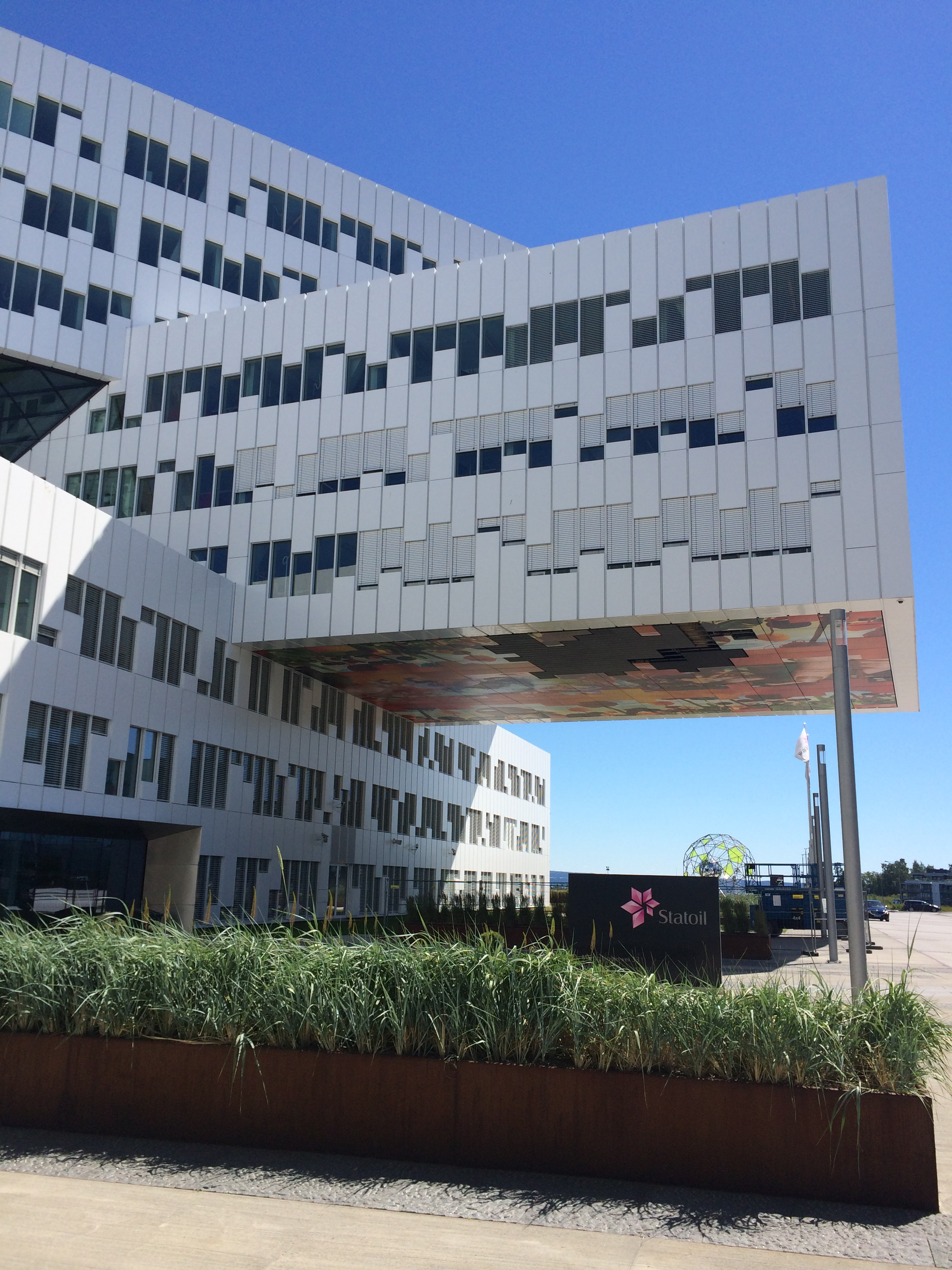
Het kantoorgebouw van het energiebedrijf Statoil werd in de serie in beeld gebracht als het fictieve kantoor van de eerste minister

| Land                | Distributeur             | Media     | Premiere/release datum | Opmerking    |
| ------------------- | ------------------------ | --------- | ---------------------- | ------------ |
| België              | Canvas                   | Tv        | 2 januari 2016         |              |
| Denemarken          | DR                       | Tv        |                        |              |
| Duitsland           | absolut MEDIEN           | Dvd       | 4 december 2015        |              |
| Finland             | MTV3                     | Tv        | 12 januari 2016        |              |
| Frankrijk/Duitsland | Arte                     | Tv        | 19 november 2015       |              |
| Nederland           | Lumière                  | Dvd       | 2015                   |              |
| Nederland           | FOX                      | Tv        | 25 maart 2016          | Seizoen 1    |
| Nederland           | NPO 1 Extra              | Tv        | 12 maart 2020          | Seizoen 2    |
| Nederland           | NPO Plus                 | On-demand | 22 november 2019       | Seizoen 1, 2 |
| Nederland           | Netflix                  | On-demand | 1 september 2020       | Seizoen 1, 2 |
| Noorwegen           | TV 2                     | Tv        | 4 oktober 2015         |              |
| Noorwegen           | Nordisk Filmdistribusjon | Dvd       |                        |              |
| Polen               | Ale Kino+                | Tv        | 2 december 2015        |              |
| Verenigd Koninkrijk | Sky Arts                 | Tv        | 13 januari 2016        |              |
| Verenigde Staten    | Netflix                  | On-demand | 20 januari 2016        |              |
| Zweden              | SVT                      | Tv        |                        |              |
| Zwitserland         | RTS Un                   | Tv        | 13 november 2015       |              |

### Alternatieve titels
| Land                | Titel                    |
| ------------------- | ------------------------ |
| Duitsland           | Occupied - Die Besatzung |
| Finland             | Miehitetty               |
| Frankrijk           | Occupied                 |
| Noorwegen           | Okkupert                 |
| Wereldwijd (Engels) | Occupied                 |
| Zweden              | Ockuperad / Ockupationen |